# 雑種賎民
雑種賎民（ざっしゅせんみん）は、日本の歴史上における賎民のうち、穢多と非人を除き、かつて卑賎視された身分の多種雑多な者（被差別民）をいう。
『河原巻物』には30数種の職種が長吏の支配下であるとされ、元禄3年（1690年）の『人倫訓蒙図彙』に44種、享保年間（1716年～1735年）の弾左衛門が幕府に提出した由緒書には配下として28種、文政年間（1818年～1829年）の『嬉遊笑覧』に29種、本居内遠の『賎者考』に50種の賎民が言及されている。

## 実態

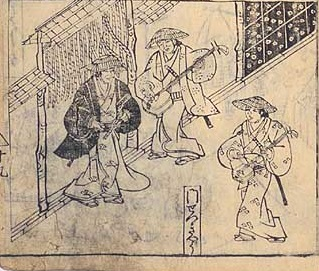
『人倫訓蒙図彙』（元禄年間）にみえる門説経
----
ささら、胡弓、三味線の3人組による門付芸として描かれている。

彼らの多くは集落を作らず、定住性が低く、時には家族さえ為していなかった。全国を支配する国家体制がなかった中世には支配の間隙にあり、把握や統制は問題にならなかった。
天下統一のはじまる安土桃山時代には一部が権力に把握され、「かわた」身分として近世的統制を受けるなどした。
江戸時代には幕藩体制の確立に伴い全地域・全人民の人別把握が不可欠となったため、雑種賎民への統制が開始・強化された。

## 地域別の雑種賎民
- 畿内の夙
- 伊勢のささら
- 但馬から中国地方にかけての茶筅
- 備中・備前の京都四条坊門の極楽院空也堂隷属下のおんぼう
- 福山藩の茶筅・木の花・鉢・三吉・河原者
- 周防の宮番・茶筅・茶屋
- 山陰の鉢屋
- 鹿児島藩の四苦（後に「えた」に改称）・慶賀・行脚
- 加賀藩の藤内・物吉
- 常陸のえびす・はふりこ・もりこ・おほゆみ・おこも（高野聖）

## 雑種賎民の役務
雑種賎民の中には幕藩勢力から役務を申し付けられたものもある。
- 猿飼は弾左衛門の支配下にあり、江戸城西丸下の厩や武家屋敷での馬の祈念などをした。そのほかに大道で猿の芸を見せることもあり、地方巡業にも出かけた[5]。
- 乞胸（ごうむね）は家業について非人頭車善七の支配を受けており、江戸の浅草溜の火災の際、御用書物を持ち出した。『寛政度文政度御尋乞胸身分書』によると、乞胸の始まりは大道芸で糊口をしのいでいた浪人で、次第に人数が増えたところ、非人頭車善七から職域侵犯であると抗議され、両者協議の末、乞胸は町人の身分のまま、稼業に関してのみ善七の支配下になることで決着した。乞胸は空き地や大道で芸をし、門付は非人のみが許された[6]。
- 加賀藩の藤内は葬送・隠密御用・牢番・行刑などを務めた。
- 伊勢国十二郡に広く分布したささらは園城寺（近江三井寺）支配下で、城掃除、死刑・拷問、下級行刑役、町の見回り、寺社の開帳。法食の立ち食い、芝居、行倒人の始末、火消しなどの役務を負った。
- 鳥取藩の鉢屋は生業として竹細工を営んでいたが（それにより茶筅や簓とも呼ばれた）、犯人の逮捕・牢番の役務があった。
- 鹿児島藩の慶賀はその名の通り、藩の慶祝行事に関係していた他、牢番の役務があった。